# (12800) Oobayashiarata
(12800) Oobayashiarata (1995 WQ7) – planetoida z pasa głównego asteroid okrążająca Słońce w ciągu 3,71 lat w średniej odległości 2,4 j.a. Odkryta 27 listopada 1995 roku.